# إتا الأسد
إتا الأسد هو رابع ألمع نجم في كوكبة الأسد. وهو عملاق عظيم أبيض من درجة "A0Ib" حسب التصنيف النجمي. وهناك أيضاً دليل على أنه نجم ثنائي. يبلغ قدره الظاهري  3,52 ويبعد عن الأرض 2000 سنة ضوئية تقريبًا (أو 700 فرسخ فلكي). أما قدره المطلق فهو 5,6 - وهذا يجعله لامعا نسبيا من الأرض بالرغم من بعده الشديد، وذلك نتيجة لأن ضياؤه شديد حيث يبلغ 5,600 ضياء شمسي. كتلته تعادل 7 كتلة شمسية ونصف قطره يساوي 27 نصف قطر شمسي. وتبلغ حرارته حوالي 9,370 كلفن.

خريطة كوكبة الأسد، ويظهر رمز "η" بجانب نجم إتا الأسد.